# Martin Holterman
Martin Holterman, född 1715 i Hamburg, död 8 augusti 1793 i Göteborg, var en svensk grosshandlare och bruksägare samt donator.

## Biografi
Martin Holterman vann burskap som handelsman i Göteborg 13 september 1755 och var bisittare i handelssocieteten från 27 oktober 1758 till 1770 samt direktör i Ostindiska kompaniet under tredje oktrojen 1766–1787.
Han gifte sig 1756 med Anna Mariana Ström, född 7 april 1727, död 3 januari 1764, dotter till grosshandlaren Hans Olofsson Ström och Anna Sahlgren, och därmed systerdotter till Niclas Sahlgren. Barn: grosshandlare Johan Peter (1757–1793) som donerade totalt 33 333 riksdaler banco till välgörande ändamål i Göteborg, varav 2 000 riksdaler riksgälds för uppförandet ("[...] till inrättning af ett lasarett där med venerisk sjuka besmittade kunna utan betalning njuta skötsel och läkas.") av det Holtermanska sjukhuset (1828) vid Norra Larmgatan, men även till en fattigfriskola vid Crontorps bruk och en i Stockholm; grosshandlaren och brukspatronen Niclas (1758–1824) samt Anna Elisabeth (1759–1801), gift med brukspatron Jacob Arfwedson (1743-1812). Han åtnjöt Sahlgrens förtroende, och fungerade som dennes prokurist. Hans andra hustru tillhörde också samhällseliten, Charlotta Arfwedson (1741–1801), dotter till handlanden i Stockholm Abraham Arfwedson (1698–1779) och Maria Elisabet, född Pauli. Barn: Martin Abraham, född 2 september 1766, grosshandlare i Göteborg, senare legationsråd i Paris. Död 1836; Maria Charlotta, född 25 januari 1768, död 1841 på Näsby i Taxinge. Gift med bergsrådet Anders von Wahrendorff; Jacob, född 25 september 1769, död 1789 samt Carl Fredrik, född 16 juni 1774, död 1793.
Holterman var framgångsrik som järnexportör, där vinsterna satsades i Ostindiska kompaniet. Han gynnade även Jacob Wallenberg, som genom Holtermans försorg fick göra tre resor till Kina under åren 1769–1775 (med skeppen Finland, Stockholms slott och Sophia Magdalena). Under hans direktörstid byggdes Ostindiska kompaniets hus vid Norra Hamngatan.
Han investerade även i Värmlands bruksegendomar, allt enligt god göteborgsk köpmanstradition. Bland dessa märks Krontorp, Dömle- och Kvartorpsverken samt Bosjöhyttan. Hans önskan var att dessa efter hans död skulle utgöra fideikommiss för hans barn. År 1802 upphävdes bruksfideikommisset av kungl. maj:t och egendomarna skiftades mellan ägarna.
Holtermans donationer till Göteborg uppgick till cirka 2 500 riksdaler, varav 500 gick till Sahlgrenska sjukhuset, 500 till de båda fattigfriskolorna (se även Bracka), 500 till vattenledningen från Delsjön och 1 000 till välgörande ändamål.
Holterman donerade år 1782 Holtermanska barnhemmet, som var ett nybyggt skolhus, med tillhörande trädgårdsplan, samt en summa av femhundra riksdaler till Fässbergs socken.